# وحيدات الخلية الجليدية
وحيدات الخلية الجليدية (الاسم العلمي: Glaciimonas) هي جنس من البكتيريا، سلبية الغرام، تتبع فصيلة جرثوميات حامضية.